# غار طرنگ
غار طرنگ یک غار آبی است که به عنوان طولانی‌ترین غار  استان کرمان شناخته می‌شود.
این غار در مجاورت روستای طرنگ و کوه طرنگ در شهرستان بافت قرار دارد. دهانه غار حدود ۶ متراست و در ارتفاع تقریباً ۳۰۰۰ متری از سطح دریا واقع شده‌است . طول مسیر پیموده شدهٔ غار تقریباً ۵۰۰ متر است و عرض راهروها و تالارهای آن بین یک تا ۱۵ متر متغیر است.طرنگ وجود دارد.چشمه‌هایی نیز در این منطقه وجود دارد.
جنس سنگ‌های غار بیشتر رسوبی آواری و اکثراً کنگلومرا و برش می‌باشد. غار در منطقه‌ای گسلی قرار گرفته و همین گسل باعث ایجاد دالان‌ها و شکافهایی در دل کوه شده که با کمک فرسایش آبی ناشی از نفوذ آب‌ها از ارتفاعات کوه طرنگ به غار و ایجاد استلاگتیت و استلاگمیت‌های متعدد مناظر کنونی غار را شکل داده است در عمق غار چندین حوضچه و رود جاری وجود دارد که به احتمال زیاد سرچشمه رود طرنگ را تغذیه می‌کنند .
کف تالارهای غار به ضخامت چندین متر پوشیده از فضولات خفاش هاست که به دلیل ناامنی اکنون غار را ترک کرده‌اند و تنها جمعیت کوچکی از خفاش‌های حشره خوار هنوز در بخش‌های خلوت تر غار زندگی می‌کنند.
متأسفانه به دلیل بی‌توجهی گردشگران بخش بزرگی از قندیل‌ها و استلاگتیت‌ها شکسته و تخریب شده‌اند.
این غار در فاصله ۷۰ کیلومتری جنوب شهر بافت  در استان کرمان واقع است و با وجود امامزاده و دو سد خاکی و برج کردبستان و دریاچه‌های متعدد و چنار کهنسال آن و رودخانه زیبا این منطقه کمتر مورد توجه قرار گرفته‌است.
تا کنون دو فیلم مستند توسط فرهنگ خاتمی  در سال‌های ۱۳۶۵ پس از کشف و ۱۳۹۰ بیست و پنج سال پس از کشف تهیه و کارگردانی شده‌است.